# 화랑로 (안산시)
화랑로(Hwarang-ro)는 경기도 안산시 단원구 원곡동관산중학교삼거리에서 상록구 성포동성포동 행정복지센터 삼거리를 잇는 도로이다.

## 주요 경유지
경기도
- 안산시 단원구 (원곡동 . 초지동 . 고잔동) - 상록구 (성포동 .

## 노선 경로
| 이름                       | 접속 노선             | 경유지 | 경유지 | 경유지     | 비고 |
| -------------------------- | --------------------- | ------ | ------ | ---------- | ---- |
| 관산중학교삼거리           | 삼일로                | 안산시 | 단원구 | 원곡동     |      |
| 원곡고교삼거리             | 원곡공원로 원곡고교길 | 안산시 | 단원구 | 원곡동     |      |
| 원곡초교사거리             | 화랑길 관산1길        | 안산시 | 단원구 | 원곡동     |      |
| 원선파출소사거리           | 원선로                | 안산시 | 단원구 | 원곡동     |      |
| 라성호텔사거리             | 라성로                | 안산시 | 단원구 | 원곡동     |      |
| 주공4단지사거리            | 원선1로               | 안산시 | 단원구 | 원곡동     |      |
| (이름없음)                 | 초지시장로            | 안산시 | 단원구 | 초지동     |      |
| 초지운동징사거리           | 동산로                | 안산시 | 단원구 | 초지동     |      |
| 단원구청삼거리             | 중앙로                | 안산시 | 단원구 | 초지동     |      |
| 화정1교삼거리              | 화정천로1로           | 안산시 | 단원구 | 초지동     |      |
| 화정1교                    |                       | 안산시 | 단원구 | 초지동     |      |
| 무진사거리                 | 화정천동로            | 안산시 | 단원구 | 초지동     |      |
| 세무서사거리               | 적금로                | 안산시 | 단원구 | 고잔동     |      |
| 시청삼거리                 | 광덕대로              | 안산시 | 단원구 | 고잔동     |      |
| 소방서삼거리               | 당곡로                | 안산시 | 단원구 | 고잔동     |      |
| 중앙초교삼거리             | 예술대학로            | 안산시 | 단원구 | 고잔동     |      |
| 안산2교(월피2교)           |                       | 안산시 | 단원구 | 고잔동     |      |
|                            | 상록구                | 안산시 | 성포동 |            |      |
| (이름없음)                 | 상록구                | 안산시 | 성포동 | 안산천동로 |      |
| 스타프라자사거리           | 상록구                | 안산시 | 성포동 | 항가울로   |      |
| 성포동 행정복지센터 삼거리 | 상록구                | 안산시 | 성포동 | 충장로     |      |

## 주요건물및 시설
- 원곡고등학교 (경기도 안산시 단원구 원곡동 화랑로 15)
- 세븐일레븐 안산원곡점 (경기도 안산시 단원구 원곡동 화랑로 27)
- SK텔레콤 안산우정대리점 (경기도 안산시 단원구 원곡동 화랑로 92)
- IBK기업은행안산지점 (경기도 안산시 단원구 원곡동 화랑로 107)
- LG유플러스 원곡동 라성호텔점 (경기도 안산시 단원구 원곡동 화랑로 123)
- KT 크라운모바일 원곡점 (경기도 안산시 단원구 원곡동 화랑로 130)
- 새반월새마을금고 초지지점 (경기도 안산시 단원구 원곡동 화랑로 150)
- 파리바게뜨 초지역푸르지오점 (경기도 안산시 단원구 원곡동 화랑로 150)
- GS25 초지타운점 (경기도 안산시 단원구 원곡동 화랑로 159)
- LG유플러스 초지동 초지역점 (경기도 단원구 초지동 화랑로 250)
- 안산와스타디움 (경기도 안산시 단원구 초지동 화랑로 260)
- 안산중앙새마을금고 고잔동 지점 (경기도 안산시 단원구 고잔동 화랑로 341)
- 안산세무서 (경기도 안산시 단원구 고잔동 화랑로 350)
- 파리바게뜨 안산시청점 (경기도 단원구 고잔동 화랑로 358)
- 농협 안산농협 고잔지점 (경기도 단원구 고잔동 화랑로 358)
- 베스킨라빈스고잔롯데캐슬점 (경기도 안산시 단원구 고잔동 화랑로 359)
- 안산단원경찰서 (경기도 안산시 단원구 고잔동 화랑로 373)
- 안산시청 경기도 안산시 단원구 고잔동 화랑로 387)
- 고잔파출소 (경기도 안산시 단원구 고잔동 화랑로 387)
- GS25 안산화랑점 (경기도 안산시 단원구 고잔동 화랑로 398)
- 안산소방서 (경기도 안산시 단원구 고잔동 화랑로 407)
- 파리바게뜨 안산예술인점 (경기도 안산시 단원구 성포동 화랑로 501)
- 우리은행 안산금융센터 (경기도 안산시 단원구 성포동 화랑로 513)
- 농협 안산농협 성포지점 (경기도 안산시 단원구 성포동 화랑로 514)
- CU안산파크푸르지오점 (경기도 안산시 단원구 성포동 화랑로 526)